# Asilostoma flavifacies
Asilostoma flavifacies är en tvåvingeart som beskrevs av Malloch 1928. Asilostoma flavifacies ingår i släktet Asilostoma och familjen lövflugor.
Artens utbredningsområde är Costa Rica. Inga underarter finns listade i Catalogue of Life.